# MÁV D kalauzkocsi
A MÁV D kalauzkocsi egy vasúti kocsi típus volt.

## Története
A magyar vasutak 1870-től több évtizeden keresztül alkalmazták kalauzkocsiknál a korai személy-kocsiknál alkalmazott 3,3 m tengelytávot. Az 1870 évi kivitel még nem teljesen vasalvázas kivitel volt, ezt csak 1883-tól vezették be. Ekkortól alakították ki a tetőből kiemelkedő, előre és hátra jó kilátást biztosító kézifékállást. Valamennyi kocsiban két árnyékszéket (WC) helyeztek el, mivel ekkor a személykocsikban ilyen még nem volt és ezt az utasok az állomásokon használhatták. A vasalvázas típusból több mint 1100 darab készült a MÁV részére. A típusból a Magyar Északkeleti Vasút is vásárolt.
A XgI jellegű továbbfejlesztett változatból 1906-1916 között 431 darab készült a MÁV részére D 108000 - 108430 pályaszámokkal. Ezeknél a kocsiknál csak egy árnyékszéket alkalmaztak és elmaradt a tetőfék-bódé.

## A MÁV D 108208 kalauzkocsi
A D 108208 pályaszámú kalauzkocsi 1912-ben készült a Ganz gyárban. 1925 után D 61084 pályaszámmal közlekedett. 1960-ban Xp 2795 pályaszámmal üzemi kocsivá minősítették, 1979-ben a 30 55 116 6781-1 pályaszámot kapta.
Gyártáskori állapotára felújította a MÁV Debreceni Járműjavító Üzem 1987-ben.